# Catch a Fire
Catch a Fire es el quinto álbum de estudio, y el primero con una gran discográfica, de la banda jamaicana de reggae Bob Marley & The Wailers, lanzado por Island Records en 1973. El álbum lanzó a la banda al estrellato mundial, y su líder, Bob Marley, se convirtió en una famosa figura de la música en todo el mundo. Las letras con conciencia social y el tono militante sorprendió a muchos oyentes, pero otros fueron atraídos por los temas de confrontación de los compositores Marley y Peter Tosh, y la visión optimista de un futuro libre de opresión, un ejemplo es la canción 400 Years de Tosh (grabada originalmente para el álbum Soul Rebels) fue regrabada para este álbum.
La gira de apoyo del álbum comenzó en 1973 en el Reino Unido y luego se continuó a los Estados Unidos. En Inglaterra se presentaron en 19 espectáculos en universidades y clubes. Mientras estaba en Londres, la banda tocada en las programas de la BBC The Old Grey Whistle Test y Top Gear. En la primera actuación, el cantante Bunny Livingston actuó por última vez con los Wailers, ya que no estaba contento de viajar fuera de Jamaica, la dificultad para encontrar comida adecuada debido a su estricta dieta fue un factor que contribuyó. Después de la renuncia de Bunny de la banda, Tosh consultó con Marley y finalmente eligió a Joe Higgs. Blackwell contrató al promotor del concierto Lee Jaffe para reservar conciertos en Norteamérica. Los Wailers se presentaron en el Paul's Mall en Boston, Massachusetts, y luego en tres conciertos en la ciudad de Nueva York junto a E Street Band de Bruce Springsteen, y en octubre abrieron para Sly and the Family Stone en Las Vegas. Estos conciertos marcaron un paso importante hacia el reconocimiento internacional.
El álbum logró los puestos #171 y #51 en las listas Billboard y Black Albums, respectivamente. Está posicionado en el número 126 de los 500 mejores álbumes de todos los tiempos según la revista Rolling Stone, el segundo puesto más alto de los cuatro álbumes que tiene Bob Marley en esta lista.

## Diseño de portada
Las primeras 20.000 copias del vinilo original de 1973, diseñados por los artistas gráficos Rod Dyer y Bob Weiner, fueron para revestir mecheros Zippo. La parte superior del encendedor se abría y se podía extraer el disco. Sin embargo, la maquinaria de la época no permitía fabricarlo manualmente a esta escala ya que iba a incrementar sensiblemente el precio de un producto que debía ser para consumo masivo, por lo que se eligió la portada en la que Marley aparece fumando un porro. Pese a ello, algunas copias sí salieron al mercado, pero hoy en día son objetos de colección. La portada original se volvió a utilizar en 2001 para la edición de lujo.

## Listado de canciones
Todas las canciones compuestas por Bob Marley, excepto donde se especifique.

### Cara A
1. "Concrete Jungle" – 4:12
2. "Slave Driver" – 2:54
3. "400 Years" (Peter Tosh) – 2:45
4. "Stop That Train" (Tosh) – 3:55
5. "Baby We've Got a Date (Rock It Baby)" – 4:06

### Cara B
1. "Stir It Up" – 5:30
2. "Kinky Reggae" – 3:36
3. "No More Trouble" – 3:56
4. "Midnight Ravers" – 4:57

### Edición de lujo 2001

#### Catch a Fire: The Unreleased Original Jamaican Versions
1. "Concrete Jungle" – 4:16
2. "Stir It Up" – 3:39
3. "High Tide or Low Tide" – 4:45
4. "Stop That Train" – 3:55
5. "400 Years" – 3:03
6. "Baby We've Got a Date (Rock It Baby)" – 4:05
7. "Midnight Ravers" – 5:09
8. "All Day All Night" – 3:29
9. "Slave Driver" – 2:57
10. "Kinky Reggae" – 3:45
11. "No More Trouble" – 5:16

#### Catch a Fire: The Released Album
1. "Concrete Jungle" – 4:15
2. "Slave Driver" – 2:55
3. "400 Years" – 2:47
4. "Stop That Train" – 3:57
5. "Baby We've Got a Date (Rock It Baby)" – 3:59
6. "Stir It Up" – 5:35
7. "Kinky Reggae" – 3:39
8. "No More Trouble" – 4:00
9. "Midnight Ravers" – 5:08
10. "High Tide or Low Tide" – 4:40 (CD Bonus track)
11. "All Day All Night" – 3:26 (CD Bonus track)

## Créditos
- Bob Marley - Voz, Guitarra
- Peter Tosh - Voz, Guitarra, Teclados
- Bunny Wailer - Voz, Percusión
- Aston Barrett - Bajo
- Carlton Barrett - Batería
- Rita Marley - Coros
- Marcia Griffiths - Coros
- John "Rabbit" Bundrick – Teclados, sintetizador, clavinet
- Wayne Perkins - Guitarra
- Tommy McCook - Flauta
- Robbie Shakespeare – Bajo (En Concrete Jungle)
- Francisco Willie Pep – percusión
- Winston Wright – percusión
- Chris Karan – percusión

## Producción
- Chris Blackwell – productor
- Bob Marley – productor
- Carlton Lee – Ingeniero
- Stu Barrett – Ingeniero
- Tony Platt – Ingeniero
- Bob Weiner – diseño
- Rod Dyer – diseño